# إجراءات استثنائية (فلم)
إجراءات استثنائية (بالإنجليزية: Extraordinary Measures) فيلم درامي طبي أمريكي للمخرج توم فوغان عام 2010  عن كتاب "العلاج: كيف جمع أب 100 مليون دولار - وخالف المؤسسة الطبية - في محاولة لإنقاذ أطفاله" للصحفية الحائزة على جائزة بوليتزر جيتا أناند. الفيلم من بطولة بريندان فريزر، وهاريسون فورد، وكيري راسل  وتدور الأحداث حول جون الذي يحاول إنقاذ أطفاله من مرض نادر وقاتل بإنشاء شركة تضم علماء وصناع أدوية لإنتاج دواء يشفيهم.
صدر الفيلم إلى دور العرض الأمريكية في 22 يناير 2010.
منح موقع قاعدة بيانات الأفلام على الإنترنت (IMDB) الفيلم درجة 6.4/ 10.

## طاقم التمثيل
بريندان فريزر: في دور جون كراولي
هاريسون فورد: في دور دكتور روبرت ستونهيل
كيري راسل: في دور أيلين كرولي
كورتني ب.فانس: في دور ماركوس تيمبل
ميريديث دروجر: في دور ميغان كرولي
دييجو فيلاسكيز: في دور باتريك كرولي
سام إم هول: في دور جون كرولي الابن
باتريك باوتشاو: في دور إريك لورينج
جاريد هاريس: في دور دكتور كينت ويبر
آلان روك: في دور بيت سوتفين
ديفيد كلينون: في دور دكتور رينزلر
دي والاس: في دور سال
أيانا بيركشاير: في دور ويندي تيمبل
بي جي بيرن: في دور دكتور بريستون
أندريا وايت: في دور دكتور الجيريا
جي جي اتيرنكامب: في دور نايلز
فو فام: في دور فينه تران
ديريك ويبستر: في دور كال دانينغ 
ظهر "جون كرولي"، والد الأطفال المصابة الحقيقي، ظهوراً خاطفاً في دور رأسمالي مغامر.  

## أحداث الفيلم
تستند الأحداث إلى وقائع في حياة جون كراولي وعائلته، يسلط الضوء على سعي الأب لإيجاد علاج لمرض بومبي (داء اختزان الغلايكوجين النمط الثاني)، وهي حالة وراثية نادرة نسبيًا تصيب اثنين من أطفاله الثلاثة. يتم إخبار كرولي (بريندان فريزر)، وهو مدير تسويق نشيط، وزوجته أيلين (كيري راسل) أن طفليهما ميغان (ميريديث درويغر)، البالغ من العمر ثماني سنوات، وباتريك (دييجو فيلازكويز)، البالغ من العمر ستة سنوات، قد وصلوا إلى الحدود القصوى لمتوسط أعمارهم المتوقع.
تنقل ميغان، الطفلة الحنونة والمرحة وذات الرؤية الواضحة، إلى المستشفى مصابة بأعراض في القلب وفشل في الجهاز التنفسي، يشجع الطبيب الشاب الوالدين على قبول فكرة وفاة الابنة لوضع حد لمعاناتها. يتخلى جون كراولي فجأة عن مسيرته المهنية الواعدة للعثور على باحث طبي يمكنه علاج  بومبي. ينعمس جون في المجلات والمواقع الطبية، ويكتشف البحث المثير للعالم غريب الأطوار روبرت ستونهيل (هاريسون فورد) الذي يفكر أثناء عزف موسيقى الروك التي تنطلق من جهاز الكاسيت. طور ستونهيل نظرية متقدمة حول تصحيح نقص الإنزيم في خلايا الأشخاص المصابين بمرض بومبي، والذي يضعف تدريجياً عضلات الهيكل العظمي والجهاز التنفسي والقلب، ومع ذلك، لإنتاج علاج مشتق من نظريته، يحتاج إلى مزيد من التمويل. يفتتح جون على الفور صندوقًا لدعم أبحاث بومبي، ويقوم هو وستونهيل بتشكيل شراكة مثيرة للغضب المتبادل. إنهم يتناقضون مع بعضهم البعض، ويتناقض أصحاب رؤوس الأموال المغامرة، وأخيراً يتناقض الجميع مع شركة الأبحاث الجينومية الكبيرة "زيماجين". على الرغم من طرق ستونهيل الشاذة توفر له شركة "زيماجين" المختبر المطلوب كما توفر لجون فرصة عمل ومع ذلك، يواجه الاثنان ثقافة الشركة القائمة على المنافسة الشديدة بين علمائها وتركيزها على هوامش الربح التي تتجاهل مصير الأطفال. يتعاون ستونهيل والمديرين التنفيذيين ويعمل على مدار الساعة، ويسابق الباحثون الزمن لإنقاذ الأطفال المصابين بمرض بومبي. وعندما يطور علماء "زيماجين" علاجًا واعدًا، تقرر الشركة تقديم العلاج فقط للرضع، ويتم استبعاد أطفال كراولي من التجارب الواعدة. يقنعهم كرولي بإعطاء الأدوية لأطفاله بمساعدة الدكتور ستونهيل الذي يعد اختبارًا خاصًا للأخ والأخت. وينجح الاختبار وينجح الدواء في إنقاذ حياة الطفلين.

## استقبال الفيلم
افتتح الفيلم في المركز 8 في عطلة نهاية الأسبوع الافتتاحية، وحقق مبلغ 6 ملايين دولار. بقي الفيلم في دور العرض لمدة أربعة أسابيع، وحقق 12 مليون دولار.
منح موقع "الطماطم الفاسدة" الفيلم تقييماً مقداره 29% بناءاً على آراء 142 ناقداً سينمائياً وكتب إجماع نقاد الموقع: "على الرغم من الموضوع الذي تم طرحه في الوقت المناسب مع زوج من الخيوط ذات الوزن الثقيل، فإن الفيلم لا يبدو أبدًا أكثر من مجرد أداة لإدرار الدموع مصممة للتلفزيون."
منح موقع "ميتاكريتيك" الفيلم تقييماً مقداره 45% بناءاً على آراء 33 ناقداً سينمائياً.
الجماهير الذين استطلعت آراؤهم شركة "سينما سكور" منحت الفيلم درجة (- A) على مقياس من (+ A) إلى (F ).
كتب ريتشارد كورليس من مجلة تايم: "يبقي فريزر القصة راسخة في الواقع. ميريديث دروجر تفعل ذلك أيضًا: بصفتها ابنة كروليز المنكوبة، فهي عبارة عن مجموعة صغيرة ذكية وذات روح قتالية. وكذلك الفيلم، الذي يحتفظ برأسه أثناء البحث في القلب. لديك إذن هذا النقد ليصرح لك بالبكاء في الأماكن العامة."  قال أ. أو. سكوت من صحيفة نيويورك تايمز في مراجعته: "الشيء المذهل في الفيلم ليس أنها تحركك. إنه ما تشعر به، في النهاية، أنك تعلمت شيئًا عن الطريقة التي يعمل بها العالم."
ذكرت رامونا بيتس (دكتوراه في الطب)، والكاتبة لمؤسسة الأخبار الصحية "إيماكس هيلث"، أن الفيلم يلفت الانتباه إلى مرض بومبي.
كتب بيتر راينر من صحيفة كريستيان ساينس مونيتور: "حصلت شركة فارما على تصريح دخول مجاني مدهش في الفيلم، وأنه سيكون مفاجأة لكل أولئك الذين يعانون من أجل تطوير الأدوية اليتيمة."
ذكرت جيف أكست، الكاتبة لمجلة "العالم" أن الفيلم هو تصوير جيد "للقضايا المالية التي يصعب ابتلاعها لتطوير المخدرات."

## وصلات خارجية
- إجراءات استثنائية على موقع IMDb (الإنجليزية)
- إجراءات استثنائية على موقع ميتاكريتيك (الإنجليزية)
- إجراءات استثنائية على موقع الموسوعة البريطانية (الإنجليزية)
- إجراءات استثنائية على موقع روتن توميتوز (الإنجليزية)
- إجراءات استثنائية على موقع نتفليكس (الإنجليزية)
- إجراءات استثنائية على موقع قاعدة بيانات الأفلام العربية
- إجراءات استثنائية على موقع ألو سيني (الفرنسية)
- إجراءات استثنائية على موقع Turner Classic Movies (الإنجليزية)
- إجراءات استثنائية على موقع أول موفي (الإنجليزية)
- إجراءات استثنائية على موقع بوكس أوفيس موجو (الإنجليزية)

https://www.filmaffinity.com/us/film140489.html إجراءات استثنائية (فيلم)
https://letterboxd.com/film/extraordinary-measures/ إجراءات استثنائية (فيلم)
https://www.themoviedb.org/movie/27569-extraordinary-measures إجراءات استثنائية (فيلم)
https://www.blu-ray.com/movies/Extraordinary-Measures-Blu-ray/10489/ إجراءات استثنائية (فيلم)